# Molophilus rectispinus
Molophilus rectispinus är en tvåvingeart som beskrevs av Alexander 1952. Molophilus rectispinus ingår i släktet Molophilus och familjen småharkrankar. Inga underarter finns listade i Catalogue of Life.